# Norasjön, Hälsingland
Norasjön är en sjö i Hudiksvalls kommun i Hälsingland och ingår i Nianån-Norralaåns kustområde. Sjön har en area på 0,891 kvadratkilometer och ligger 23 meter över havet. Sjön avvattnas av vattendraget Långvindsån.

## Delavrinningsområde
Norasjön ingår i det delavrinningsområde (681894-156735) som SMHI kallar för Utloppet av Hålldammen. Medelhöjden är 30 meter över havet och ytan är 3,98 kvadratkilometer. Räknas de 15 avrinningsområdena uppströms in blir den ackumulerade arean 96,4 kvadratkilometer. Avrinningsområdets utflöde Långvindsån mynnar i havet. Avrinningsområdet består mestadels av skog (76 procent). Avrinningsområdet har 0,89 kvadratkilometer vattenytor vilket ger det en sjöprocent på 22,3 procent.